# AOL Radio
AOL Radio proporcionado por Slacker (anteriormente AOL Radio proporcionado por CBS Radio e anterior AOL Radio apresentando XM) foi um serviço de rádio online disponível apenas nos Estados Unidos. Possuía  mais de 200 estações de rádio gratuitas na Internet.

## História

### Raízes
O AOL Radio tem suas raízes derivadas de duas empresas que adquiriu em 1º de junho de 1999, por US$ 400 milhões: Spinner.com e Nullsoft. Spinner.com, era anteriormente conhecido como TheDJ.com. A Nullsoft foi a fabricante dos populares produtos Winamp e SHOUTcast. As duas novas organizações operavam no mesmo escritório em São Francisco. A marca Spinner.com foi aposentada em julho de 2003.
O AOL Radio foi lançado como Radio@AOL, essencialmente como um Spinner.com rebatizado, utilizando a tecnologia da RealNetworks em 16 de outubro de 2001 como parte do software AOL 7.0 anunciado no mesmo dia.
Em seu primeiro mês de operação, a AOL reportou que 2,2 milhões de membros acessaram o Radio@AOL, tornando-o um dos recursos mais populares da AOL.
Inicialmente, a Radio@AOL estava disponível apenas para membros da AOL. Em 22 de maio de 2002, a AOL lançou o Radio@Netscape como serviço gratuito para não-membros como parte do novo navegador Netscape 7.0. Em 22 de agosto de 2002, a AOL lançou o Radio@Netscape Plus. No início de 2004, a AOL começou a medir o Radio@Netscape para permitir apenas duas horas de uso por dia. A AOL fez isso para evitar o pagamento de royalties de direitos autorais e para incentivar os usuários a se tornarem membros da AOL.
Em 28 de novembro de 2007, a AOL anunciou que poderia encerrar seus serviços de rádio na web após um aumento de 38% nos royalties para transmitir música. O Yahoo! e a AOL descontinuaram o direcionamento de usuários para seus sites de rádio depois que a SoundExchange, a organização sem fins lucrativos de direitos de performance que coleta royalties em nome de proprietários de direitos autorais de gravação de som (SRCOs), e artistas em destaque para transmissões digitais não interativas começou a coletar as taxas mais altas em julho.

### Parceria com a CBS Radio
Em 30 de abril de 2008, a XM e AOL Radio encerraram sua parceria devido à alteração nas taxas de royalties da Internet. Em 10 de junho de 2008, um novo reprodutor do AOL Radio estreou com 150 estações de streaming da CBS Radio.
Em 4 de fevereiro de 2010, a AOL Radio proibiu usuários de fora dos Estados Unidos de fazer streaming de rádio online. Uma mensagem de erro apontou para Last FM. "Lamentamos, esta estação não está disponível na sua localização atual. Em vez disso, goste de ouvir..." Mais tarde, o conteúdo da AOL Radio passou a ser apresentado no Radio.com da CBS Radio quando o site foi lançado.

### Parceria com Slacker
Em outubro de 2011, a AOL encerrou a parceria com a CBS Radio e tornou-se parceira da Slacker. Passando a oferecer um plano de assinatura. Este novo formato permitia que as músicas fossem favoritadas ou banidas (ao invés de usar um sistema de classificação de cinco) e permitia que os artistas fossem banidos completamente. Em julho de 2013, a AOL Radio atualizou a aparência do site para combinar com a de sua empresa controladora Slacker Radio. A AOL Radio foi fundida com a Slacker Radio e descontinuada em 1º de dezembro de 2017.

## Marketing
Em 18 de novembro de 2002, a AOL lançou o Broadband Radio@AOL. O Broadband Radio@AOL foi integrada ao software AOL 8.0 e foi a primeira oferta de AOL Radio baseada na tecnologia de streaming Ultravox da AOL. Em 2003, a AOL havia migrado a maioria de seus produtos AOL Radio para o Ultravox. Sendo lançado no Reino Unido em 20 de outubro de 2003.
Em 11 de abril de 2005, a AOL e a XM Satellite Radio se uniram para criar a Radio@AOL apresentando o XM. Ao mesmo tempo, a AOL consolidou o Radio@AOL e Radio@Netscape como "Radio@AOL apresentando XM". Este serviço estava disponível para membros e não membros da AOL, com vinte canais XM oferecidos (mais cinquenta canais XM requeriam uma assinatura paga da AOL). Mais tarde, em 2005, a AOL mudou o nome de Radio@AOL para AOL Radio para se alinhar com a marca AOL Music. Em julho de 2005, uma versão web do AOL Radio foi lançada para não-membros com escuta ilimitada. No final de 2005, o Radio@Netscape foi oficialmente aposentado, sendo o AOL Radio a marca oficial.
Em 30 de abril de 2008, AOL e XM Satellite Radio anunciaram o fim de sua parceria e o início da nova parceria entre AOL e CBS Radio. A parceria entre a AOL e a CBS Radio daria à AOL acesso a mais de 150 estações terrestres da CBS Radio.
Em 10 de junho de 2008, o reprodutor AOL CBS para AIM foi lançado. Em 11 de junho de 2008, o novo reprodutor AOL CBS Radio para a web foi lançado.

## Tecnologia
O AOL Radio com tecnologia CBS Radio era compatível com Adobe Flash 9 e era compatível com navegadores web compatíveis com Flash 9 no Windows 2000 até o Windows Vista e Mac OS X.
Os ouvintes podiam se conectar ao AOL Radio por meio da web, do AOL Client e do AOL Radio for Mac. Em 10 de julho de 2008, a AOL lançou um cliente para iPhone e iPod Touch da Apple por meio da App Store, oferecendo streaming móvel de todas as estações por meio de conexões de celular WiFi, EDGE e 3G. o AOL Radio também estava disponível por meio do serviço AOL Instant Messenger e Winamp.

## Limites com conta básica
- Anúncios em vídeo quando o reprodutor é aberto e quando as estações são alteradas várias vezes;
- Sem retrocesso, avanço rápido ou playback;
- Sem sistema de classificação; músicas só podem ser banidas ou adicionadas aos favoritos;
- Um máximo de seis pulos por estação por hora; mudar de estação, atualizar a página, banir uma música ou artista (mesmo que a música já tenha sido reproduzida) ou recarregar o reprodutor usará um pulo;
- Em fevereiro de 2012, a próxima música não podia ser pré-visualizada;
- Apenas a letra do primeiro verso (ou assim) de cada música pode ser vista;
- Intervalos comerciais ocasionais;
- Um número limitado de músicas no histórico de escuta; se uma música ou artista for banido, uma vez que aquela música desapareça da lista de histórico, ela sai da estação para sempre;

## DJs, mixers e personalidades notáveis
- CJ Hebb
- DJ AM[10]
- Chris Douridas[11]